# ماریتزکا فن در لیندن
ماریتزکا فن در لیندن (به انگلیسی: Maritzka van der Linden) (زادهٔ ۱۷ مارس ۱۹۶۲) شناگر اهل هلند است.